# Представителен духов оркестър „Стефан Стефанов“
Представителен духов оркестър „Стефан Стефанов“ в село Елин Пелин е оркестър, създаден през септември 1951 г.
Тогава младият учител Стефан Стефанов създава духов оркестър в СПУ „Димитър Благоев“ (днес Средно училище „Васил Левски“) в град Елин Пелин. През 1960 г. е създаден и детски духов оркестър в НОУ „Кирил и Методий“ (днес Основно училище „Стефан Стефанов“) в село Елин Пелин. През 1978 г. тези 2 оркестъра се обединяват под името „Сборен младежки духов оркестър – Елин Пелин“. Същата година под ръководството на Младен Рачев започва дейност и мажоретен състав към оркестъра. Оркестърът е разделен в 2 формации – детски оркестър и оркестър „Ветерани“, като в повечето изяви те участват съвместно.
Постепенно оркестърът се превръща в истинска школа за музикална култура и образование. В него през годините са обучени над 3000 деца, юноши и девойки, като много от тях са поели по професионалния път на музиката. Оркестърът има богат репертоар – маршове, българска народна музика, съвременни и класически музикални произведения. Музикантите участват в много местни, регионални и национални тържества, фестивали и конкурси. Оркестърът е представял страната на международно ниво в Русия, Германия, Полша, Чехия, Унгария и бивша Югославия.
За музикалните си постижения през 1979 г. получава званието „Представителен“. Носител е на орден „Св. св. Кирил и Методий“ I степен, притежава вимпел „Златен“ на Окръжния съвет, лауреат е на 3-ти, 4-ти и 5-ти републикански фестивал на художествената самодейност, награждаван е с много грамоти и дипломи.
Главен художествен ръководител и диригент на ПДО „Стефан Стефанов“ е Вилимир Кирилов – също възпитаник на младежкия духов оркестър.

## Дискография
- Средногорски марш. Представителен детско – юношески духов оркестър „Стефан Стефанов“, при читалище „Светлина“ – гара Елин Пелин, музика Дамян Брайков, диригент Добрин Иванов (1993).[1][2]
- Възрожденец. Представителен детско – юношески духов оркестър „Стефан Стефанов“, при читалище „Светлина“ – гара Елин Пелин, музика Дамян Брайков, диригент Добрин Иванов (1993).[3][4]

## Бележити диригенти
- Стефан Стефанов
- Добрин Иванов